# Huszárik László
Huszárik László (Aszód, 1959. szeptember 15. –) labdarúgó, hátvéd.

## Pályafutása
A Vasas nevelése. 1980-ban igazolta le a BVSC. 1981-82-ben a katonai szolgálata alatta a Kossuth KFSE-ben szerepelt. 1982 nyarán került vissza a BVSC-be. 1984 nyarán a Sülysápból került az MTK-VM-hez. Az MTK-VM csapatában mutatkozott be az élvonalban 1984. szeptember 1-jén a Bp. Honvéd ellen, ahol csapata 2–1-es vereséget szenvedett. 1984 és 1988 között 78 bajnoki mérkőzésen szerepelt. Tagja volt az 1986–87-es idényben bajnokságot nyert csapatnak. 1989 márciusában kölcsönbe, nyáron végleg került Újpestre. 1989 és 1991 között az Újpesti Dózsa labdarúgója volt és 61 élvonalbeli mérkőzésen lépett pályára. Az 1989–90-es bajnokcsapat tagja volt. Utolsó élvonalbeli mérkőzésén a Békéscsabát 1–0-ra legyőzte csapata. 1992-ben leigazolta a Bag.

## Sikerei, díjai
- Magyar bajnokság
  - bajnok: 1986–87, 1989–90
  - 3.: 1988–89